# Gijs Schreuders
Gijsbertus Harry (Gijs) Schreuders (Utrecht, 16 juni 1947 – Amsterdam, 30 oktober 2020) was een Nederlands journalist en politicus. Hij was docent aan de School voor Journalistiek in Utrecht en Tweede Kamerlid voor de Communistische Partij van Nederland (CPN).

## Levensloop
Zijn moeder Mien van Oosten zat in de Tweede Wereldoorlog in het communistische verzet en droeg onder andere zorg voor Joodse onderduikers onder wie Heintje Davids. Zijn vader Barend Schreuders was ruim 25 jaar lid van de Utrechtse gemeenteraad voor de CPN.
Tijdens zijn studie Nederlands was Gijs Schreuders sinds 1966 redacteur bij het partijblad De Waarheid. Hij deed verslag van de studentenprotesten zoals de bezetting van het Maagdenhuis in 1969. In 1971 werd hij adjunct-hoofdredacteur en in 1977 volgde hij Joop Wolff op als hoofdredacteur. In deze functies maakte hij tot 1982 deel uit van het dagelijks bestuur van die politieke partij, samen met onder andere Paul de Groot, Henk Hoekstra, Marcus Bakker, Fré Meis en de gebroeders Joop en Jaap  Wolff. In deze periode groeide de oplage van De Waarheid tot circa 25.000 abonnees en kreeg de krant een redactiestatuut dat de redactie onafhankelijk maakte van de CPN-leiding. Van 2 februari 1982 tot 6 september 1983 was hij voor de CPN lid van de Tweede Kamer, waar hij zich bezighield met onderwijs, welzijn en cultuur, justitie, defensie en ontwikkelingssamenwerking. Wegens een conflict met zijn fractiegenoten en het CPN-bestuur trad hij in 1983 af. Directe aanleiding hiervoor was een bezoek van fractievoorzitter Ina Brouwer aan Moskou, hoofdstad van de toenmalige Sovjet-Unie. De achtergrond van het conflict betrof het verdere bestaansrecht van een communistische partij in Nederland en de breuk van Schreuders met het communistische gedachtegoed. Na de beëindiging van zijn CPN-lidmaatschap studeerde hij in 1987 cum laude af in de rechtswetenschap aan de Universiteit van Amsterdam. Daarnaast werkte hij als columnist bij de Volkskrant, juridisch commentator bij de Geassocieerde Pers Diensten (GPD) en als medewerker bij NRC Handelsblad, De Journalist, Ons Erfdeel en het Jaarboek Parlementaire Geschiedenis. Als docent journalistieke ethiek werkte hij mee aan het Basisboek Journalistiek.
Schreuders was vanaf 1999 getrouwd met Elsbeth Etty, met wie hij vanaf circa 1980 een relatie had. Uit een eerdere relatie heeft hij een dochter: literatuurwetenschapper en schrijver Liesje Schreuders. Hij overleed na een kort ziektebed op 30 oktober 2020.